# Atelopus exiguus
Atelopus exiguus é uma espécie de sapo da família Bufonidae. Ele é endêmico no Equador. Seu habitat natural são as pradarias em elevada altitude, rios, lagos e áreas de pasto. Está ameaçado pela perda do seu habitat.